# مرسی علم
مرسی علم نام شهر و شهرستانی در استان بحرالاحمر مصر است. 

## نگارخانه

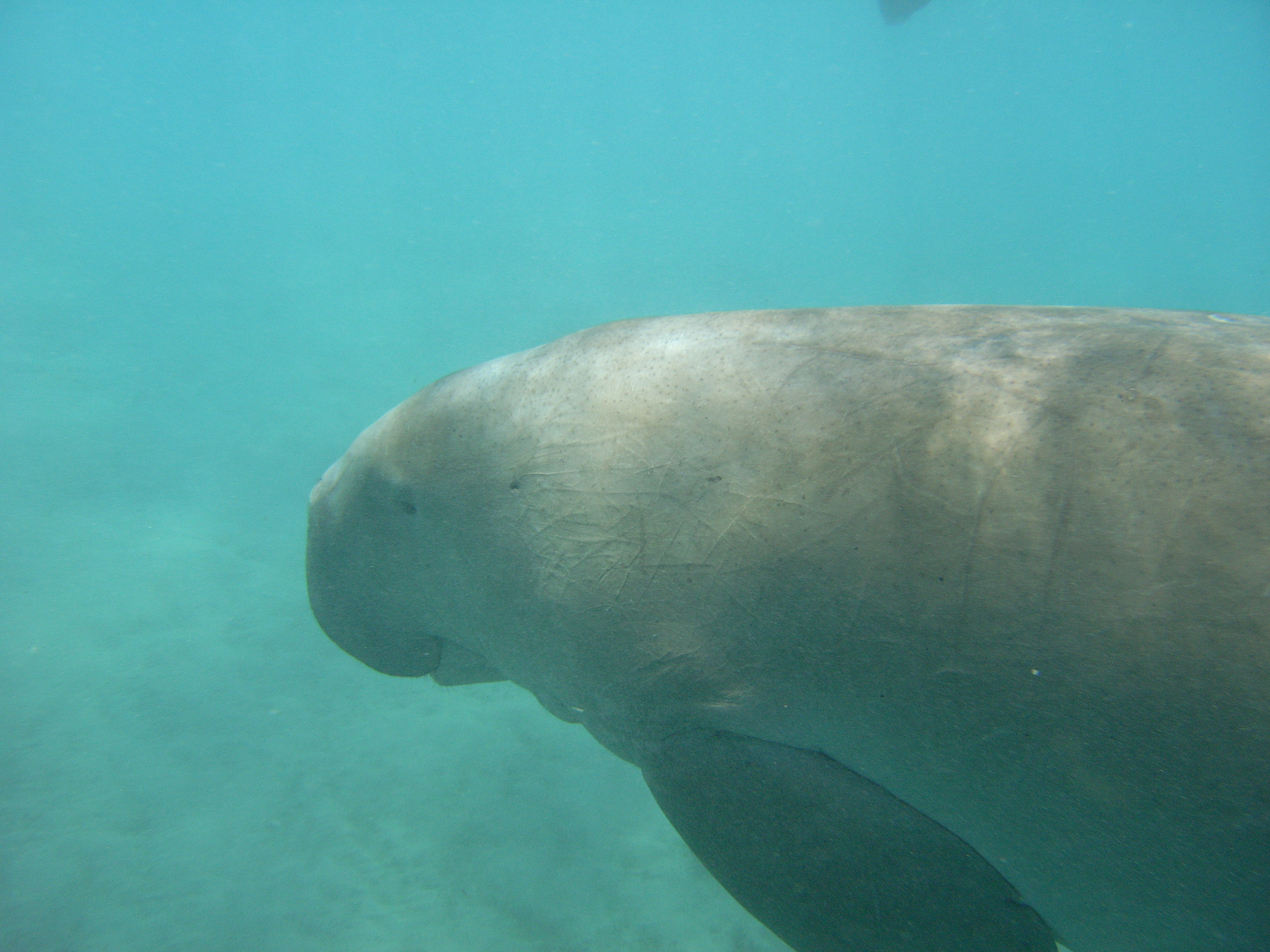
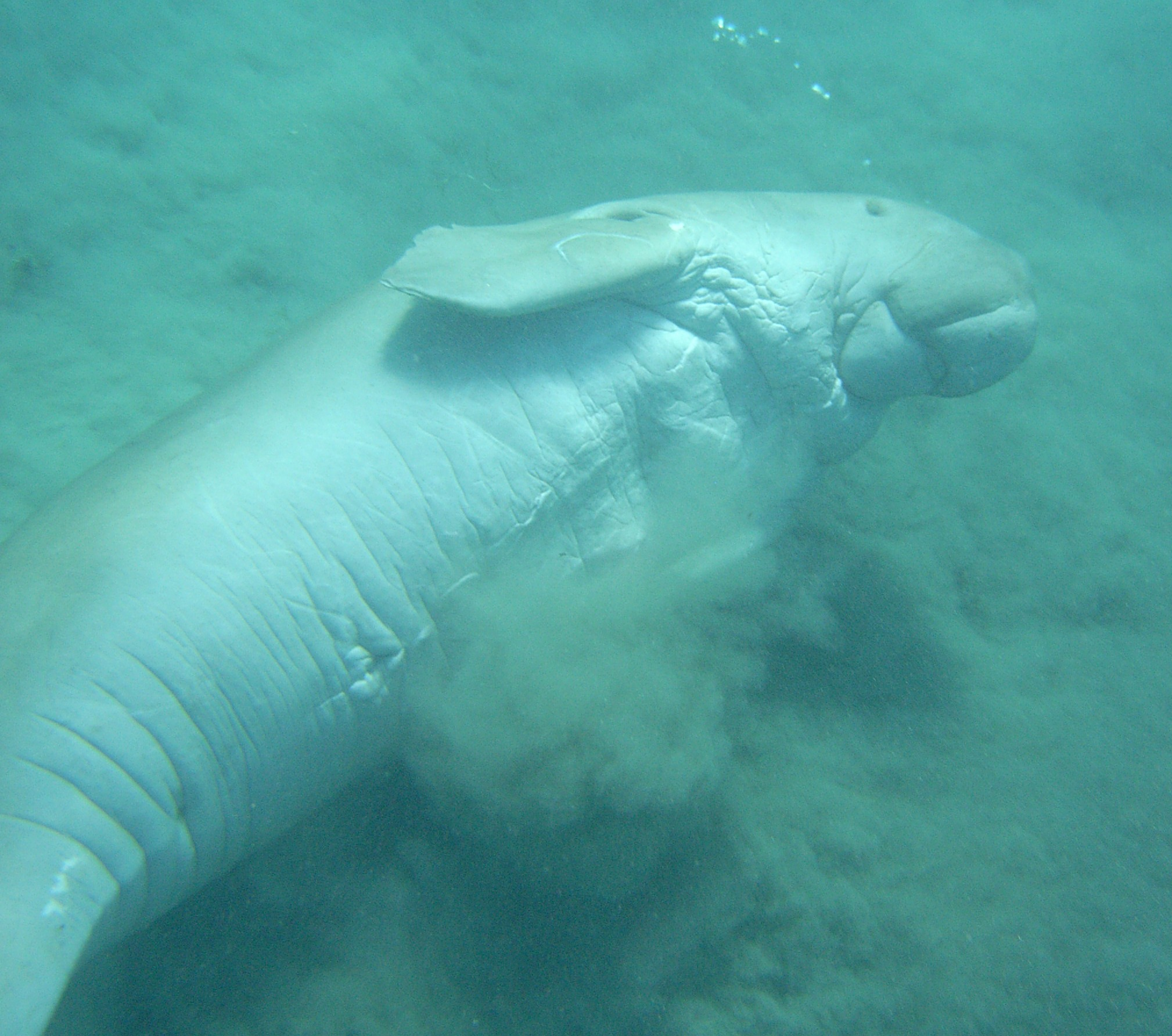